# Aleria
Aleria (in corso Aleria, in francese Aléria, in latino Alalia) è un comune francese di 2 042 abitanti situato nel dipartimento dell'Alta Corsica nella regione della Corsica. È il comune più orientale della Francia metropolitana, esclusi quindi i dipartimenti d'oltremare.
È il centro maggiore della parte centrale della costa orientale dell'isola. Si trova circa a metà strada tra Bastia e Porto Vecchio, in una zona pianeggiante alla foce del fiume Tavignano, secondo della Corsica.

## Storia

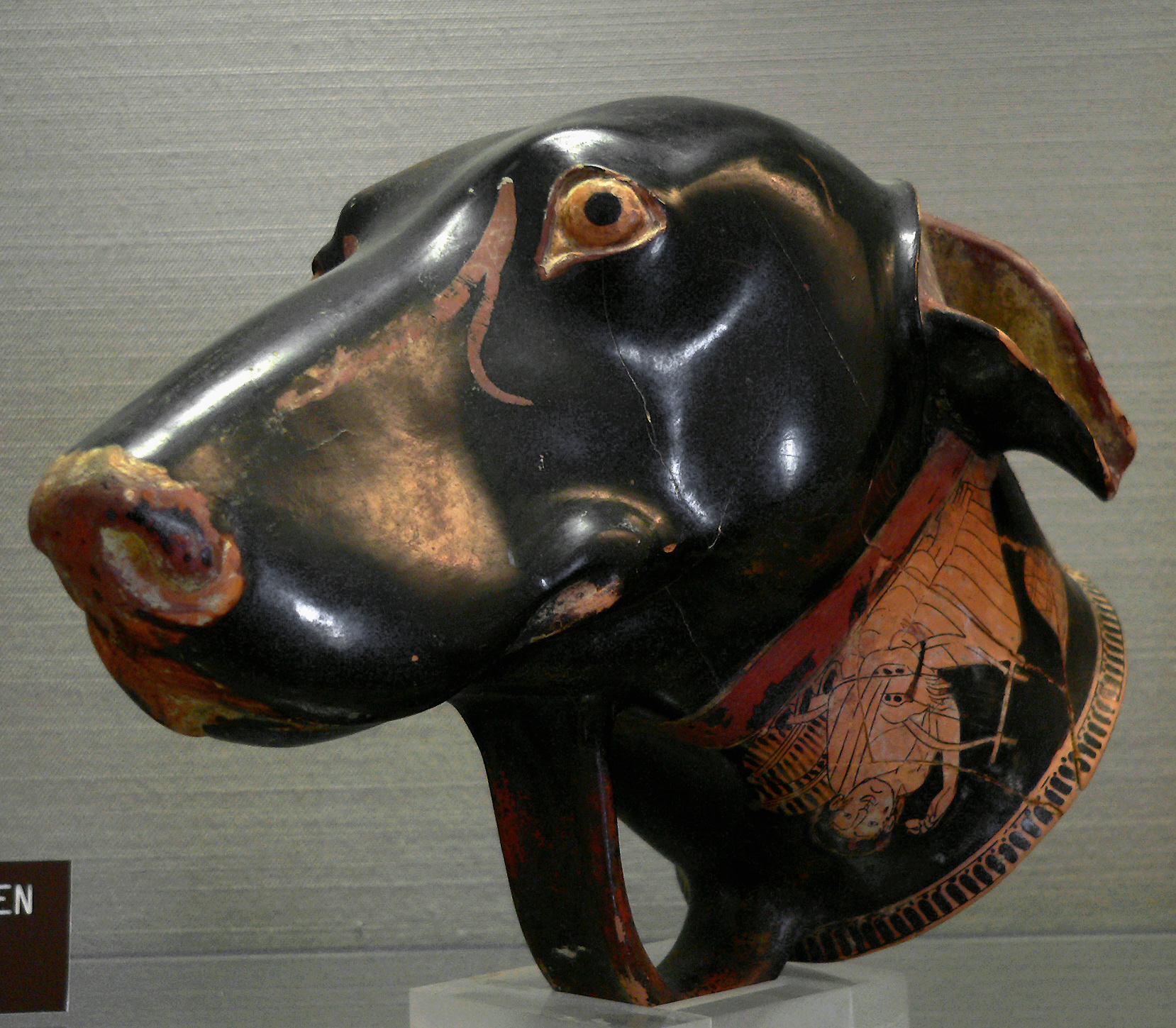
Rhyton a forma di testa canina da Alaia

Nel 565 a.C. i coloni greci focei fondarono nel luogo un emporio col nome di Alalie (Ἀλαλίη in greco antico).
A partire dal 546 a.C., a seguito della conquista della Lidia e della Ionia da Parte di Ciro il Grande, l'emporio fu incrementato dall'arrivo dei Focei profughi dalla città ionica.
Seguendo Erodoto, la città venne subito in contrasto con gli Etruschi ed i Cartaginesi che si confederarono per muoverle contro.
La guerra si concluse con la Battaglia di Alalia svoltasi, tra il 540 a.C. e il 535 a.C., nelle acque della città e nella quale la flotta focea, con le loro 60 pentecontere, fronteggiarono una flotta di dimensioni doppie.

Nella battaglia navale i Focei riuscirono a respingere i nemici subendo però gravi perdite: quaranta delle loro navi risultarono distrutte. Le rimanenti, danneggiate nei rostri, erano inservibili per la guerra.

L'esito dello scontro li convinse ad abbandonare la città per dirigersi verso l'Italia meridionale, dove fondarono Elea.

Da quel momento la Corsica passò sotto il controllo cartaginese ed etrusco.
Nel 259 a.C., durante la prima guerra punica, venne occupata dai Romani e cambiò il proprio nome in Aleria.

Sotto Augusto divenne capoluogo dell'isola arrivando ad avere circa 20 000 abitanti.
Il cristianesimo vi arrivò intorno al 60 d.C. Vi fu martirizzata Santa Devota, patrona del Principato di Monaco verso il III secolo.

L'occupazione vandala fu l'inizio del decadimento di Aleria finché i Saraceni non la distrussero completamente.
Il colpo di grazia arrivò con l'impaludamento del porto e l'arrivo della malaria che costrinse gli abitanti a migrare verso l'interno. Intorno al 1240 Aleria fu assoggettata alla Repubblica Marinara di Pisa, finché non diventò genovese a seguito della sconfitta pisana alla Meloria nel 1284. Nel 1572 i genovesi costruirono un forte (detto poi "di Matra", dal nome di una potente famiglia locale) a presidio della foce del Tavignano e vi insediarono abitanti del luogo. Nel 1840 fu lo scrittore francese Prosper Mérimée a scoprire i resti dell'antica città. Nel 1920 incominciarono i primi scavi veri e propri.

### I fatti di Aleria del 1975
Il 21 agosto 1975, una decina di uomini, con l'aiuto del medico nazionalista di Corte, Edmond Simeoni, entrarono ed occuparono la casa colonica Depeille di un viticoltore di Aleria di origine pied noir, sospettato di esser coinvolto in uno scandalo finanziario. Il leader dell'Azione Regionalista Corsa (ARC) fece conoscere le ragioni dell'occupazione:
(Il comunicato degli indipendentisti del 21 agosto 1975)
Il CRS (Compagnie républicaine de sécurité) e 1200 gendarmi circondarono l'edificio, con l'appoggio di blindati e di elicotteri rimanendo in attesa di ricevere l'ordine di assalirla.
Il 22 agosto venne chiesto agli occupanti della casa colonica Depeille di arrendersi ma, dopo una sparatoria che fece due morti tra le forze dell'ordine e un ferito grave fra chi manifestava all'esterno della casa colonica, venne dato l'ordine. Arrivarono nuovi rinforzi con gli elicotteri e la folla tentò di forzare i blocchi della polizia, cantando l'inno corso e incendiando i resti della casa colonica e delle cantine confinanti.
Per tutta la notte Bastia fu teatro di feroci scontri tra manifestanti indipendentisti e gendarmi.
L'ARC venne sciolta il 27 agosto e ciò provocò nuovi scontri a Bastia, che si conclusero con un morto e molti feriti tra i gendarmi mandati da altre regioni francesi.
Il dramma di Aleria portò alla luce il problema della gestione delle finanze e della politica locale, e portò a un boicottaggio dei vini corsi. Si parla di questo momento della storia corsa come "I tre minuti che svegliarono la Corsica" facendone risorgere il nazionalismo.

## Monumenti e luoghi d'interesse
- Chiesa di Saint Marcel, costruita nel 1462 dai genovesi sui resti del duomo costruito dai pisani, a sua volta edificato sui resti di un edificio del IV secolo.
- Forte di Matra di fronte alla chiesa, costruito nel 1572 dai genovesi. Nel forte è allestito il musée Carcopino dove si trovano i resti della necropoli preromana e della città romana, contiene le ipotesi sull'insediamento, ceramiche attiche ed etrusche, utensili.
- Santa Laurina: in un'ansa del Tavignano si trova un edificio a pianta basilicale in mattone e pietra grezza del III secolo, forse un edificio termale.

## Società

### Evoluzione demografica
Abitanti censiti